# ثوم دي غراف
ثوم دي غراف هو محامي وأستاذ جامعي وقانوني وسياسي هولندي، ولد في 11 يونيو 1957 في أمستردام في مملكة هولندا. نشط حزبياً في الديمقراطيون 66. وقد انتخب عمدة هولندي ‏ وانتخب عضو مجلس الشيوخ في هولندا ‏ (7 يونيو 2011 – 20 سبتمبر 2018) وانتخب عضو مجلس نواب هولندا ‏.